# West African Football Academy
West African Football Academy, kortweg WAFA SC, is een Ghanese voetbalclub uit Sogakope die speelt in de Premier League. De fusieclub werd in 2014 opgericht uit een fusie tussen Feyenoord Fetteh en Red Bull Ghana.

## Geschiedenis
In 2014 fuseerde Feyenoord Fetteh met Red Bull Ghana uit Sogakope, circa 120 kilometer ten oosten van de hoofdstad Accra, om samen verder te gaan als West African Football Academy Sporting Club. De club beschikt over een modern trainingscomplex en het aangrenzende stadion biedt plaats aan 1000 bezoekers.

## Competitieresultaten
| 13 |

| 6 |

| 2 |

| 7 |

| 5 B |

| Premier League | Division One |